# Ласлау Мик (Муреш)
Ласлау Мик (рум. Laslău Mic) насеље је у Румунији у округу Муреш у општини Суплак. Oпштина се налази на надморској висини од 343 m.

## Становништво
Према подацима из 2002. године у насељу је живело 406 становника.

### Попис2002.
| Расподела становништва по националности 2002.‍ | Расподела становништва по националности 2002.‍ | Расподела становништва по националности 2002.‍ | Расподела становништва по националности 2002.‍ | Расподела становништва по националности 2002.‍ |
| --------------------------------------------- | --------------------------------------------- | --------------------------------------------- | --------------------------------------------- | --------------------------------------------- |
|                                               |                                               |                                               |                                               |                                               |
| Румуни                                        | Румуни                                        |                                               | 180                                           | 44,3%                                         |
| Мађари                                        | Мађари                                        |                                               | 35                                            | 8,6%                                          |
| Роми                                          | Роми                                          |                                               | 179                                           | 44,1%                                         |
| Немци                                         | Немци                                         |                                               | 12                                            | 3,0%                                          |